# Freak the Freak Out
"Freak the Freak Out" é uma canção da cantora pop norte-americana Victoria Justice. A canção foi lançada em 19 de novembro de 2010 como quinto single digital e como segundo single oficial, antecedida por "Make It Shine", "You're The Reason", "Finally Falling" e "Tell Me That You Love Me". A música foi produzida por The Super Chris e Michael Corcoran e composta por Nick Hexum, Dan Schneider, Zack Hexum, Michael Corcoran e C. J. Abraham.

## Performances
Victoria Justice cantou esta música na Macy's Thanksgiving Day Parade, em 2010. Victoria também cantou a música no episódio "Freak the Freak Out", o primeiro especial da série qual Victoria protagoniza, Victorious.

## Sobre a Letra
A letra diz que basicamente, ela é o déficit de atenção da pessoa, pois ela nunca escuta Victoria.

## Videoclipe
O clipe estreou na Nickelodeon em 19 de novembro de 2010, após o sétimo episódio da quarta temporada de iCarly. Existem duas versões do vídeo da música, a primeira execução, possui apenas 2:18, foi feita exclusivamente para ser exibida no canal de TV Nickelodeon, cortando o segundo verso e em outras partes da música. A segunda, mostra cenas que não havia na primeira, como por exemplo, Victoria discutindo com o namorado ao telefone, e também, na segunda versão, nenhum verso da canção é omitido. Esta versão foi voltada para exibição em outros canais de TV, e para um público mais adulto. Em ambas as versões do clipe, o ator e cantor de Big Time Rush (outra série da Nickelodeon), Logan Henderson, faz uma pequena aparição de fundo, junto com os figurantes e os atores da série Victorious.

## Desempenho nas Paradas Musicais
| Parada (2010)         | Melhor posição |
| --------------------- | -------------- |
| EUA Billboard Hot 100 | 50             |
| EUA iTunes            | 14             |